# Ouïghour ancien
 (juin 2022).
Si vous disposez d'ouvrages ou d'articles de référence ou si vous connaissez des sites web de qualité traitant du thème abordé ici, merci de compléter l'article en donnant les références utiles à sa vérifiabilité et en les liant à la section « Notes et références ».
Cet article concerne une langue ancienne des ouïghours. Pour l'écriture ancienne, voir écriture ouïghoure.
Le ouïghour ancien est une langue parlée dans le royaume ouïghour de Qocho, dans l'actuel Xinjiang. Elle était principalement écrite à l'aide de l'écriture ouïghoure, tombée aujourd'hui en désuétude au profit d'une adaptation de l'abjad arabe au langues turciques, appelée écriture ouïghoure arabisée.